# Čertovy díry
Čertovy díry jsou puklinové jeskyně v opukové skále nad Bělským potokem na svahu kopce vypínajícího se vpravo od silnice vedoucí z Brněnce do Bělé nad Svitavou v okrese Svitavy v Pardubickém kraji. Na turistických mapách jsou zaznamenány jako přírodní útvar. Do jeskynního systému se vlézá (pro úzký vchod) několika vstupy. Následují rozšířené prostory s krátkými bočními chodbami. Nebezpečím je poměrně nestabilní materiál. V blízkosti vchodu do jeskyně prochází naučná stezka Údolím řeky Svitavy s desátým zastavením na téma "Pseudokrasové jevy, netopýři - obyvatelé podzemí".

## Fauna
V jeskyních byl prováděn intenzivní výzkum výskytu netopýrů. Druhy: netopýr velký (Myotis myotis), netopýr východní (Myotis blythii), netopýr velkouchý (Myotis bechsteinii), netopýr řasnatý (Myotis nattereri), netopýr brvitý (Myotis emarginatus), netopýr večerní (Eptesicus serotinus), netopýr ušatý (Plecotus auritus), netopýr dlouhouchý (Plecotus austriacus). Dále zde byl zaznamenám výskyt kuny skalní a křižáka obecného.

## Pověst
Nedaleko v Březové na Moravě sloužila služka. Jedenkráte vařila oběd a tu se jí panímáma zeptala, půjde-li do kostela. Byloť to právě o posvícení. Služka odpověděla: „Do kostela nepůjdu, mě tlačí pata, ale večer k muzice musím jít, kdybych měla se samými čerty tancovat.“
Když se setmělo, šla služka k muzice. Tancovala „kousek“ za kouskem s nějakým nastrojeným myslivcem. Před dvanáctou dostával myslivec kopyta a ocas. Jakmile odbila půlnoc, otevřela se všechna okna a myslivec se služkou vyletěl ven. V myslivci poznali lidé čerta. Držel služku pevně. Ta se bránila, chytila se rukama okna, až krvácela, takže krvavé otisky rukou na okně zůstaly. Čert zanesl služku ke skále ve stráni nad Novou Amerikou. Skála se otevřela, čert tam strčil služku a sám šel za ní. Dovedl ji chodbou až pod banínský kostel. Tam ji posadil na židli, kde šije podnes železnou košili. Jeden steh dělá sedm roků a až tu košili ušije, bude konec světa. Dvě kachny vlezly prý jednou do té díry a u banínského kostela opět vylezly.